# Coupe caribéenne des nations 1997
Navigation
Édition précédente Édition suivante
La Shell Caribbean Cup 1997 fut accueillie par Antigua-et-Barbuda et Saint-Christophe-et-Niévès.

## Phase de qualification
Antigua-et-Barbuda et Saint-Christophe-et-Niévès (pays coorganisateurs) ainsi que Trinidad et Tobago (tenant du titre) sont directement qualifiés pour la phase finale.

### Phase 1

#### Groupe 1
| Rang | Équipe                          | Pts | J | G | N | P | Bp | Bc | Diff |  | Résultats (▼ dom., ► ext.)      |  |     |     |
| ---- | ------------------------------- | --- | - | - | - | - | -- | -- | ---- |  | ------------------------------- |  | --- | --- |
| 1    | Martinique                      | 6   | 2 | 2 | 0 | 0 | 8  | 1  | +7   |  | Martinique                      |  | 1-0 | 7-1 |
| 2    | Sainte-Lucie                    | 3   | 2 | 1 | 0 | 1 | 3  | 3  | 0    |  | Sainte-Lucie                    |  |     | 3-2 |
| 3    | Saint-Vincent-et-les-Grenadines | 0   | 2 | 0 | 0 | 2 | 3  | 10 | -7   |  | Saint-Vincent-et-les-Grenadines |  |     |     |

#### Groupe 2
| Rang | Équipe               | Pts | J | G | N | P | Bp | Bc | Diff |  | Résultats (▼ dom., ► ext.) |     |     |
| ---- | -------------------- | --- | - | - | - | - | -- | -- | ---- |  | -------------------------- | --- | --- |
| 1    | Jamaïque             | 6   | 2 | 2 | 0 | 0 | 4  | 2  | +2   |  | Jamaïque                   |     | 1-0 |
| 2    | Bermudes             | 0   | 2 | 0 | 0 | 2 | 2  | 4  | -2   |  | Bermudes                   | 2-3 |     |
|      | Îles Caïmans forfait |     |   |   |   |   |    |    |      |  |                            |     |     |
|      | Porto Rico forfait   |     |   |   |   |   |    |    |      |  |                            |     |     |

#### Groupe 3
Premier tour :
| Équipe 1 | Résultat | Équipe 2 | Aller | Retour |
| -------- | -------- | -------- | ----- | ------ |
| Guyana   | 4-2      | Guyane   | 2-0   | 2-2    |

Second tour :
| Rang | Équipe  | Pts | J | G | N | P | Bp | Bc | Diff |  | Résultats (▼ dom., ► ext.) |  |     |     |
| ---- | ------- | --- | - | - | - | - | -- | -- | ---- |  | -------------------------- |  | --- | --- |
| 1    | Grenade | 4   | 2 | 1 | 1 | 0 | 6  | 2  | +4   |  | Grenade                    |  | 1-1 | 5-1 |
| 2    | Barbade | 4   | 2 | 1 | 1 | 0 | 3  | 1  | +2   |  | Barbade                    |  |     | 2-0 |
| 3    | Guyana  | 0   | 2 | 0 | 0 | 2 | 1  | 7  | -6   |  | Guyana                     |  |     |     |

#### Groupe 4
| Rang | Équipe                    | Pts | J | G | N | P | Bp | Bc | Diff |  | Résultats                 |  |     |     |     |
| ---- | ------------------------- | --- | - | - | - | - | -- | -- | ---- |  | ------------------------- |  | --- | --- | --- |
| 1    | Dominique                 | 9   | 3 | 3 | 0 | 0 | 12 | 1  | +11  |  | Dominique                 |  | 1-0 | 6-1 | 5-0 |
| 2    | Sint Maarten              | 6   | 3 | 2 | 0 | 1 | 6  | 3  | +3   |  | Sint Maarten              |  |     | 3-2 | 3-0 |
| 3    | Îles Vierges britanniques | 3   | 3 | 1 | 0 | 2 | 7  | 10 | -3   |  | Îles Vierges britanniques |  |     |     | 4-1 |
| 4    | Anguilla                  | 0   | 3 | 0 | 0 | 3 | 1  | 12 | -11  |  | Anguilla                  |  |     |     |     |

#### Groupe 5
| Rang | Équipe                         | Pts | J | G | N | P | Bp | Bc | Diff |  | Résultats (▼ dom., ► ext.) |  |     |
| ---- | ------------------------------ | --- | - | - | - | - | -- | -- | ---- |  | -------------------------- |  | --- |
| 1    | Aruba                          | 3   | 1 | 1 | 0 | 0 | 2  | 1  | +1   |  | Aruba                      |  | 2-1 |
| 2    | Antilles néerlandaises         | 0   | 1 | 0 | 0 | 1 | 1  | 2  | -1   |  | Antilles néerlandaises     |  |     |
|      | Haïti forfait                  |     |   |   |   |   |    |    |      |  |                            |  |     |
|      | République dominicaine forfait |     |   |   |   |   |    |    |      |  |                            |  |     |

### Phase 2
| Équipe 1  | Résultat | Équipe 2   | Aller | Retour |
| --------- | -------- | ---------- | ----- | ------ |
| Dominique | 1-9      | Martinique | 1-2   | 0-7    |
| Aruba     | 0-6      | Jamaïque   | 0-6   | N/D    |
| Grenade   | exempt   |            |       |        |

## Phase de groupes

### Groupe A
- Matchs à Antigua-et-Barbuda :

| Rang | Équipe             | Pts | J | G | N | P | Bp | Bc | Diff |  | Résultats (▼ dom., ► ext.) |  |     |     |
| ---- | ------------------ | --- | - | - | - | - | -- | -- | ---- |  | -------------------------- |  | --- | --- |
| 1    | Grenade            | 4   | 2 | 1 | 1 | 0 | 4  | 2  | +2   |  | Grenade                    |  | 1-1 | 3-1 |
| 2    | Jamaïque           | 4   | 2 | 1 | 1 | 0 | 3  | 1  | +2   |  | Jamaïque                   |  |     | 2-0 |
| 3    | Antigua-et-Barbuda | 0   | 2 | 0 | 0 | 2 | 1  | 5  | -4   |  | Antigua-et-Barbuda         |  |     |     |

### Groupe B
- Matchs à Saint-Christophe-et-Niévès :

| Rang | Équipe                     | Pts | J | G | N | P | Bp | Bc | Diff |  | Résultats (▼ dom., ► ext.) |  |     |     |
| ---- | -------------------------- | --- | - | - | - | - | -- | -- | ---- |  | -------------------------- |  | --- | --- |
| 1    | Trinité-et-Tobago          | 3   | 2 | 1 | 0 | 1 | 4  | 2  | +2   |  | Trinité-et-Tobago          |  | 3-0 | 1-2 |
| 2    | Saint-Christophe-et-Niévès | 3   | 2 | 1 | 0 | 1 | 2  | 3  | -1   |  | Saint-Christophe-et-Niévès |  |     | 2-0 |
| 3    | Martinique                 | 3   | 2 | 1 | 0 | 1 | 2  | 3  | -1   |  | Martinique                 |  |     |     |

Saint Christophe-et-Niévès et la Martinique sont départagés grâce au match qui les a opposés.

## Demi-finales
| 10 juillet 1997 | Trinité-et-Tobago | 1 – 1 a. p. | Jamaïque     | Antigua Recreation Ground, St John's, Antigua-et-Barbuda |  |
|                 | Andrews 65e       |             | Whitmore 21e |                                                          |  |
|                 | Tirs au but 4 - 2 |             |              |                                                          |  |

| 10 juillet 1997 | Saint-Christophe-et-Niévès | 2 – 1 a. p. | Grenade     | Warner Park, Basseterre, Saint-Christophe-et-Niévès |  |
|                 | Gumbs 86e 107e (pen.)      |             | Modeste 51e |                                                     |  |

## Match pour la3eplace
| 13 juillet 1997 | Jamaïque                             | 4 – 1 | Grenade   | Antigua Recreation Ground, St John's, Antigua-et-Barbuda |  |
|                 | Hall 5e 20e · Gardner 7e · Young 85e |       | Watts 13e |                                                          |  |

## Finale
| 13 juillet 1997 | Trinité-et-Tobago                        | 4 – 0 | Saint-Christophe-et-Niévès | Antigua Recreation Ground, St John's, Antigua-et-Barbuda |
|                 | Nixon 2e · Andrews 28e · Prosper 46e 65e |       |                            |                                                          |

| Vainqueur de la Coupe de la Caraïbe 1997: Trinité-et-Tobago 8e titre |